# ۷۴۲ (قمری)
۷۴۲ (قمری)، هفتصد و چهل و دومین سال در گاهشماری هجری قمری است. اول محرم این سال برابر با بیست و پنجم ژوئن سال ۱۳۴۱ میلادی است.

## وابسته
- آل اینجو